# ولادیمیر کنستانتینوف (سیاستمدار)

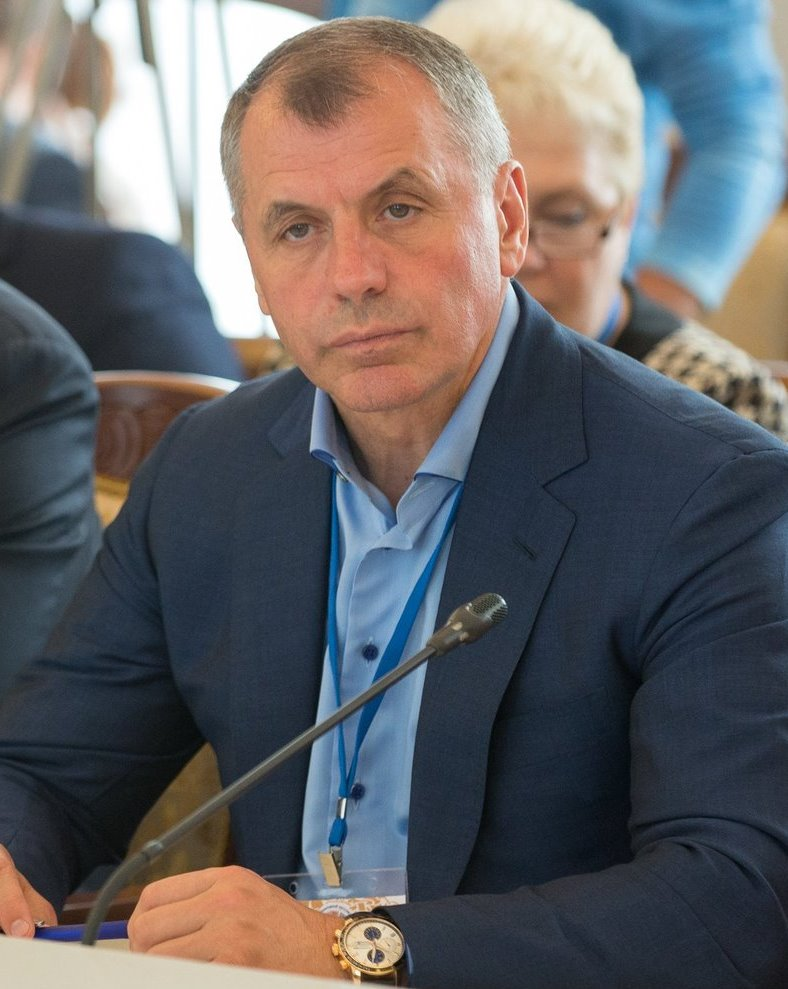
سیاستمدار روسی

ولادیمیر آندرِوِییچ کنستانتینوف (روسی: Влади́мир Андре́евич Константи́нов؛ زادهٔ ۱۹ نوامبر ۱۹۵۶) سیاست‌مدار اهل کشور روسیه است. وی از تاریخ ۱۷ مارس ۲۰۱۰ تا ۱۵ مارس ۲۰۱۴ رئیس هیئت مشاوره در شورای ایالتی کریمه بوده است.